# Rybnica-Niwka
Rybnica-Niwka (prononciation [rɨbˈnit͡sa ˈnifka]) est une localité de la gmina de Susiec, du powiat de Tomaszów Lubelski, dans la voïvodie de Lublin, située dans l'est de la Pologne.

## Administration
De 1975 à 1998, la localité était attachée administrativement à l'ancienne voïvodie de Zamość.

Depuis 1999, elle fait partie de la nouvelle voïvodie de Lublin.